# Rendkezelő

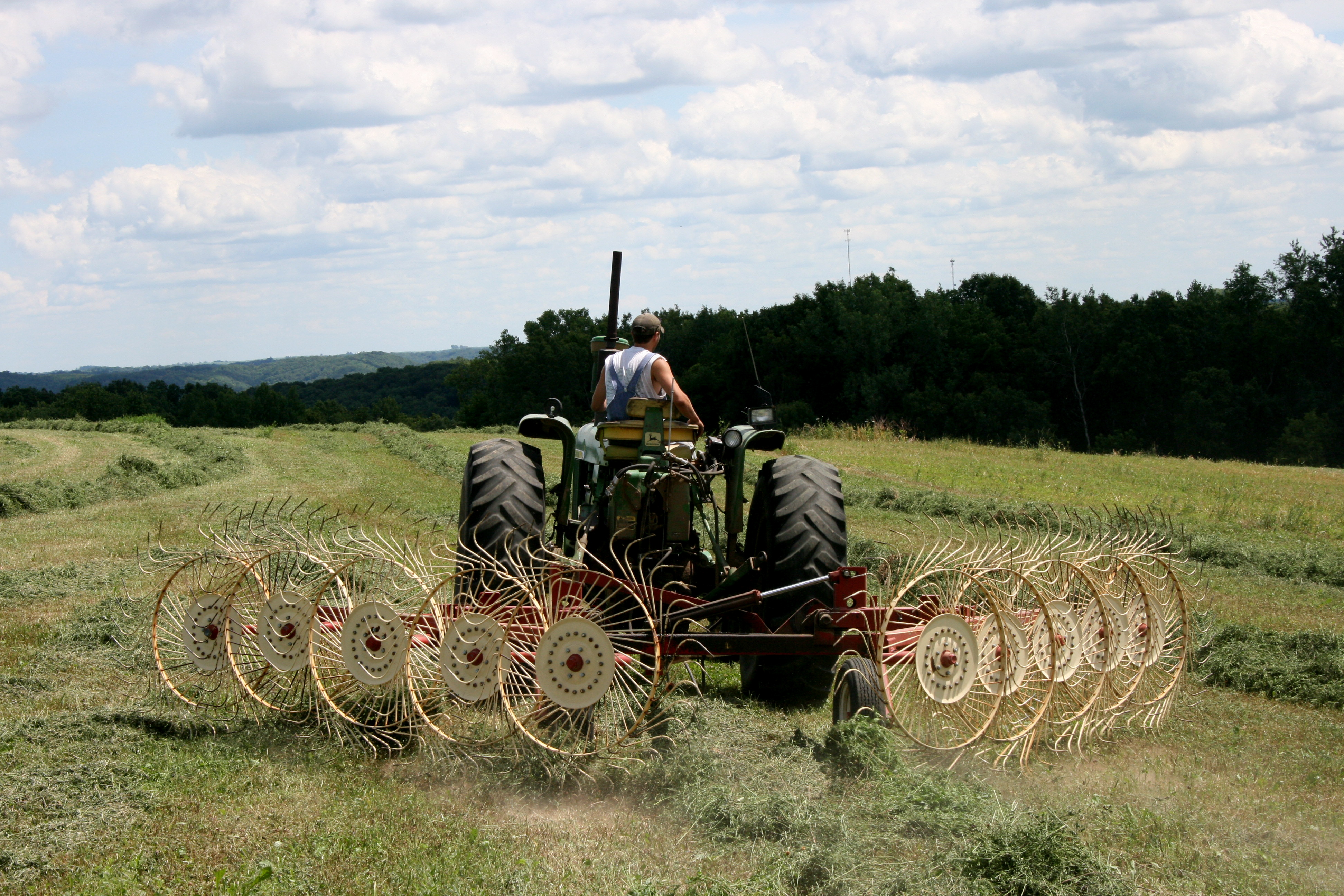
Traktor, rajta egy 10 kerekes, csillagkerekes rendsodróval. Wisconsin, Egyesült Államok

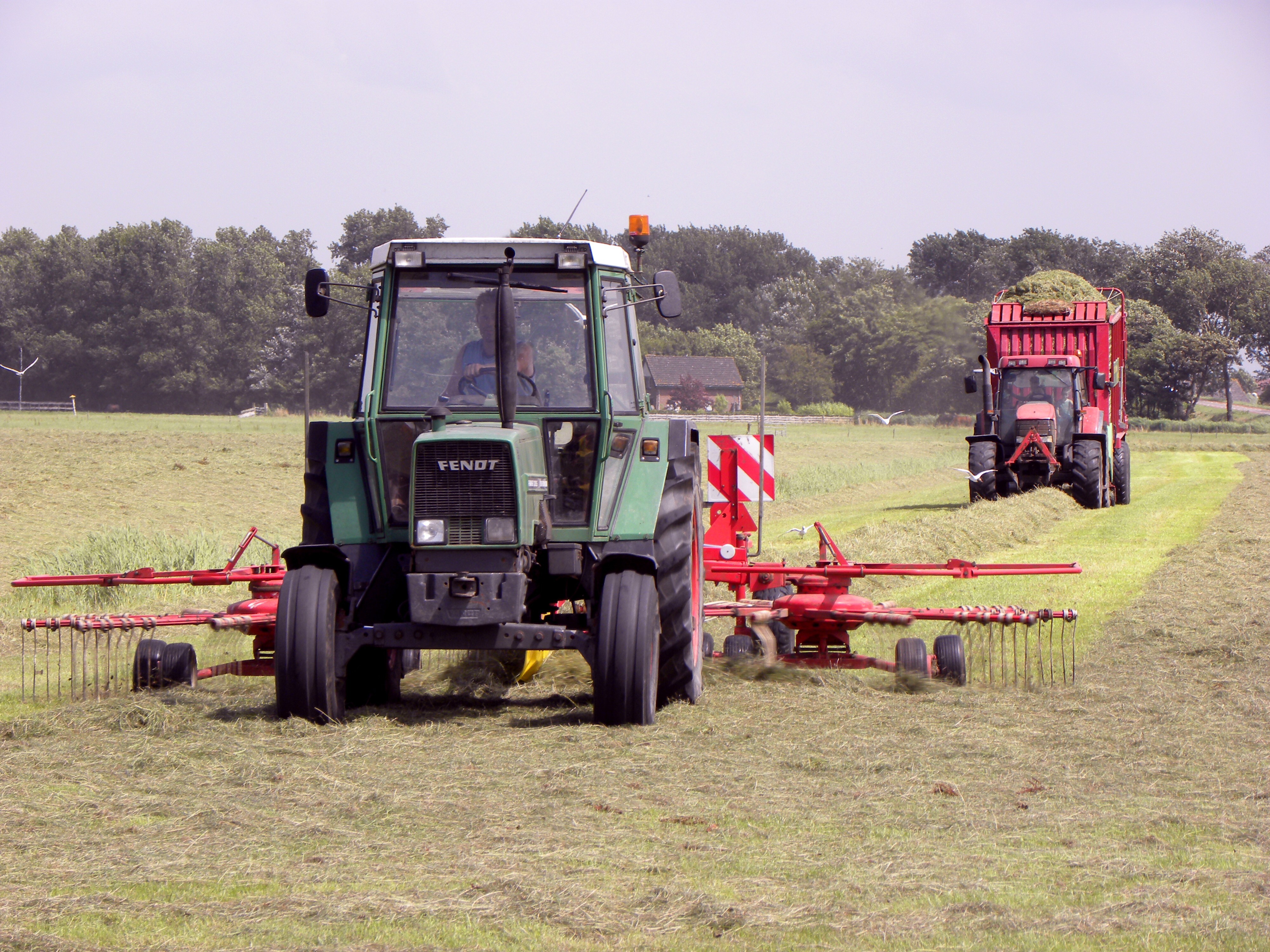
2 rotoros meghajtott rendkezelő rendképzés közben. A háttérben egy rendfelszedővel gyűjtik össze a takarmányt.

A rendkezelő egy mezőgazdasági munkaeszköz, melyet a levágott takarmány vagy szalma rendekbe formázására használnak, ezáltal könnyebbé téve a begyűjtést. Egyes rendkezelők alkalmasak a takarmány átforgatására és szétterítésére is, az optimálisabb szárításhoz.

## Típusok
A rendkezelők az évek során természetesen kézi eszközökből alakultak ki. Sokszor ezek csak egyszerű gereblyék voltak, melyek fából, esetlegesen vasból készültek.
Ezeket később felváltották az állati erővel vont gereblyék. Az efféle szerszámokat legtöbbször lovakkal vontatták. Az eszköz hajlott, vékony tüskékkel rendelkezik, ezek egy sorban helyezkednek el. A kezelő esetenként egy ülésen foglalt helyet, innen egy kar segítségével ürítette az összegyűjtött füvet.
A modern rendkezelőket traktorokkal vontatják. Ezek lehetnek a munkagép által meghajtott, rotoros változatok, de szintén elterjedt a jelentősen egyszerűbb szerkezetű, csillagkerekes "rendsodró".
A munkagép által meghajtott rendkezelők közé tartozik a szalagos változat, mely egy menetiránnyal 45°-ot bezáró, rugós fémfogakkal ellátott futószalag volt. A szalag folyamatos forgása révén a takarmányt folyamatosan az egyik oldalra tolta.
Később megjelentek a csillagkerekes rendkezelők, ezeket hívják gyakran rendsodrónak. 6-7, de a nagyobbak akár 10 csillagkerékkel rendelkeznek, melyek egy hosszú vázhoz csatlakoznak. A kerekek meghajtása a talaj segítségével történik, a menetiránnyal bezárt szögben a leérő kerekek forogni kezdenek, ha vontatni kezdjük a traktorral.
Manapság is nagy népszerűségnek örvendenek, hiszen egyszerű felépítésük miatt kisebb a meghibásodási esély, valamint kevésbé tehet kárt a takarmányban.
A jelenlegi legmodernebb a rotoros rendkezelő, mely egy, vagy több, körben elhelyezkedő fésűs karból áll. A meghajtáshoz csatlakoztatni kell a traktor TLT tengelyére. A karok a forgásponton egy sínbe illeszkednek, így amikor összerendezték a takarmányt, forgás közben egy ponton minden kar felemelkedik, majd leereszkedik, így nem érintik a már rendezett szénát.
A rotoros típust leginkább vetett takarmánynövényeknél alkalmazzák, vagy pedig enyhe doboldalakon, ahonnan a vontatott csillagkerekes rendsodró lecsúszna.

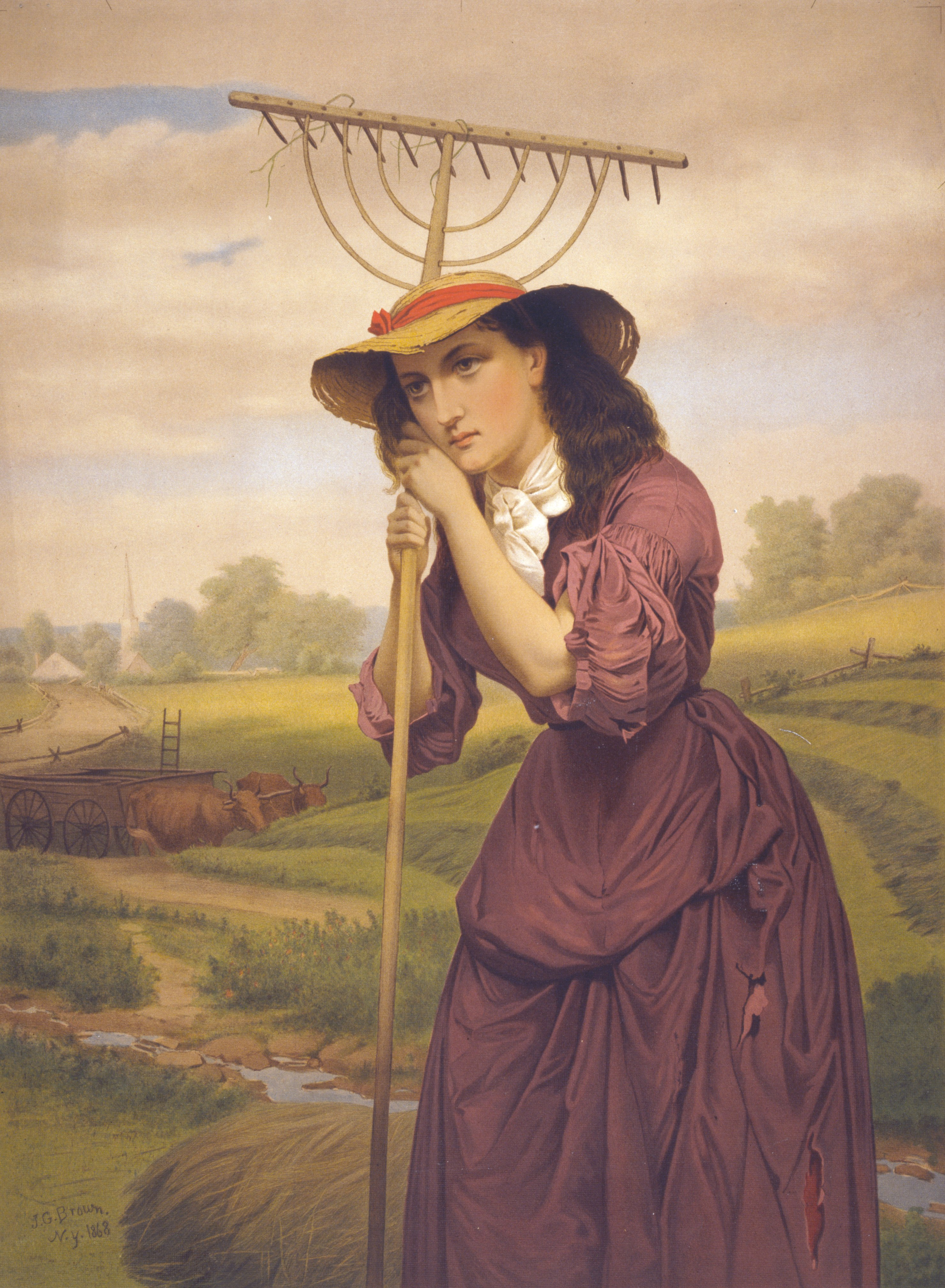
19. századi kézi gereblye
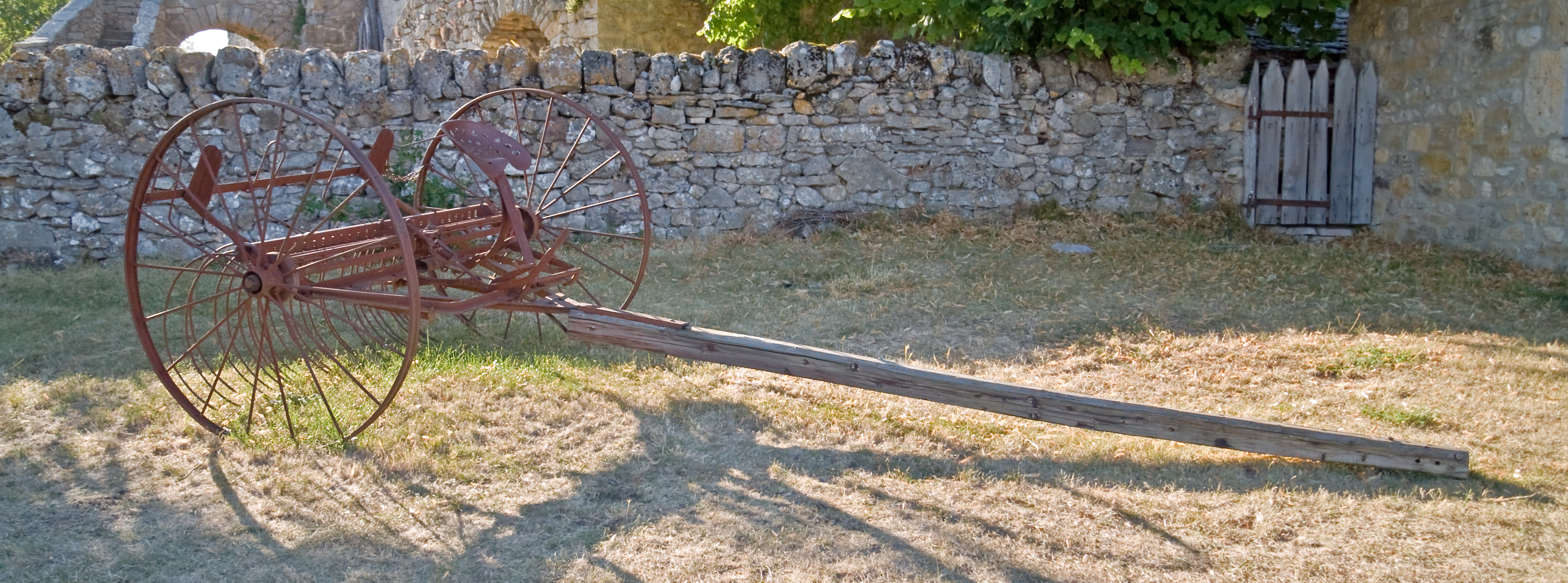
Állati erővel vont gereblye
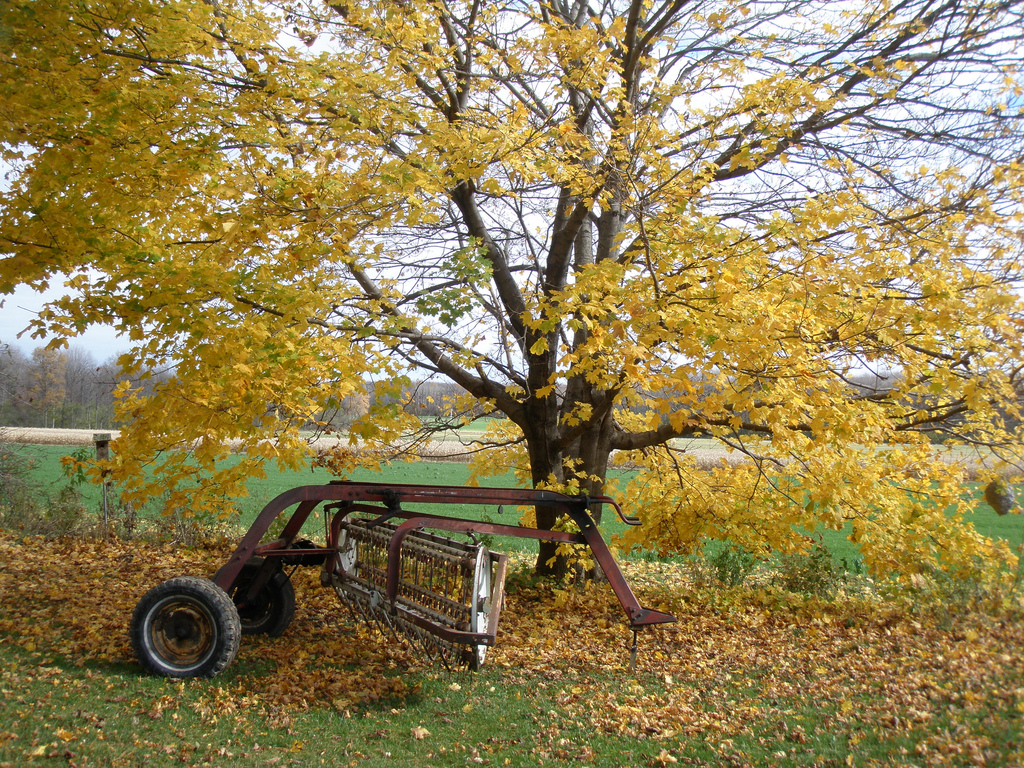
Szíjhajtású rendkezelő
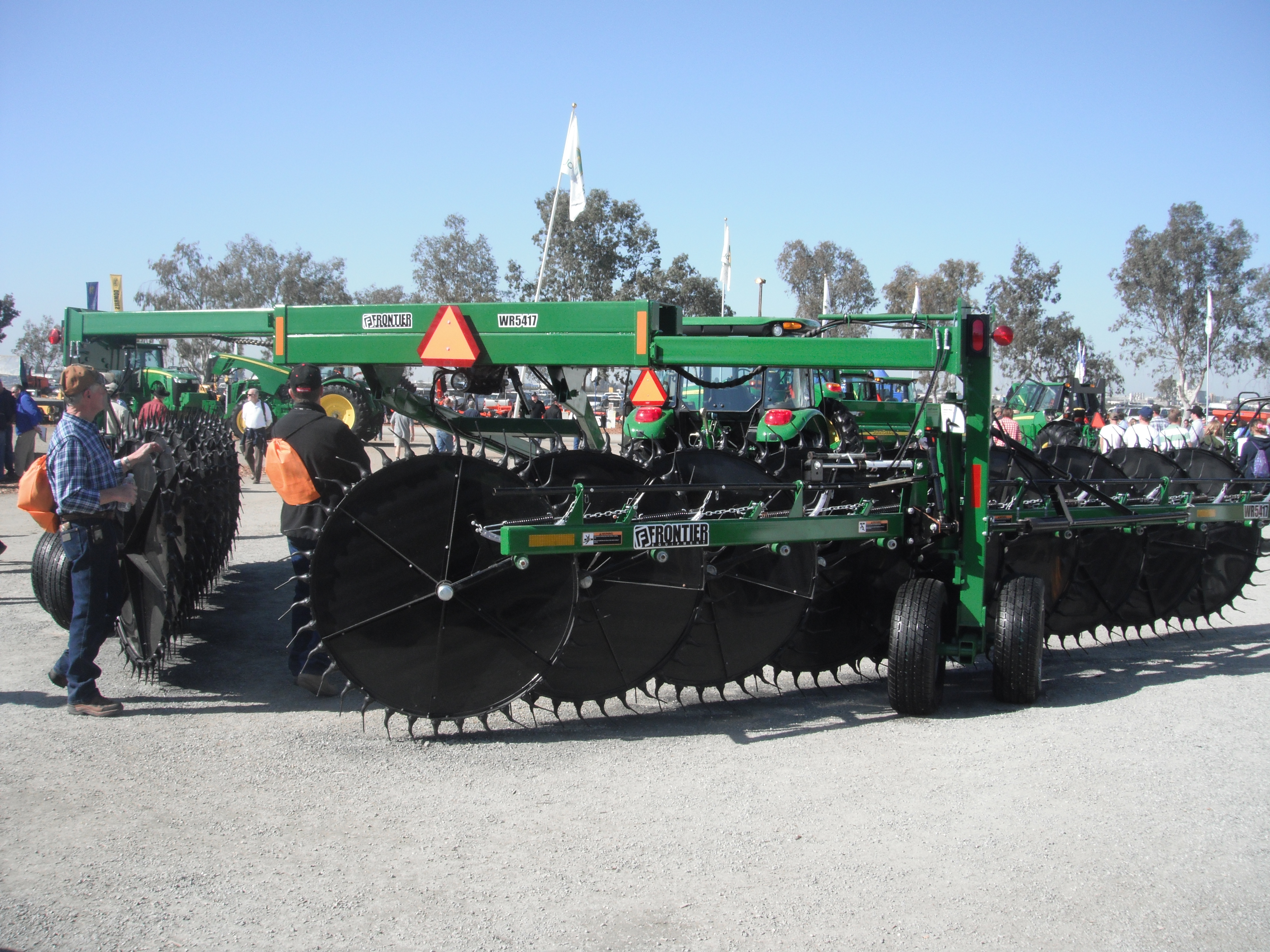
V alakú, csillagkerekes rendsodró
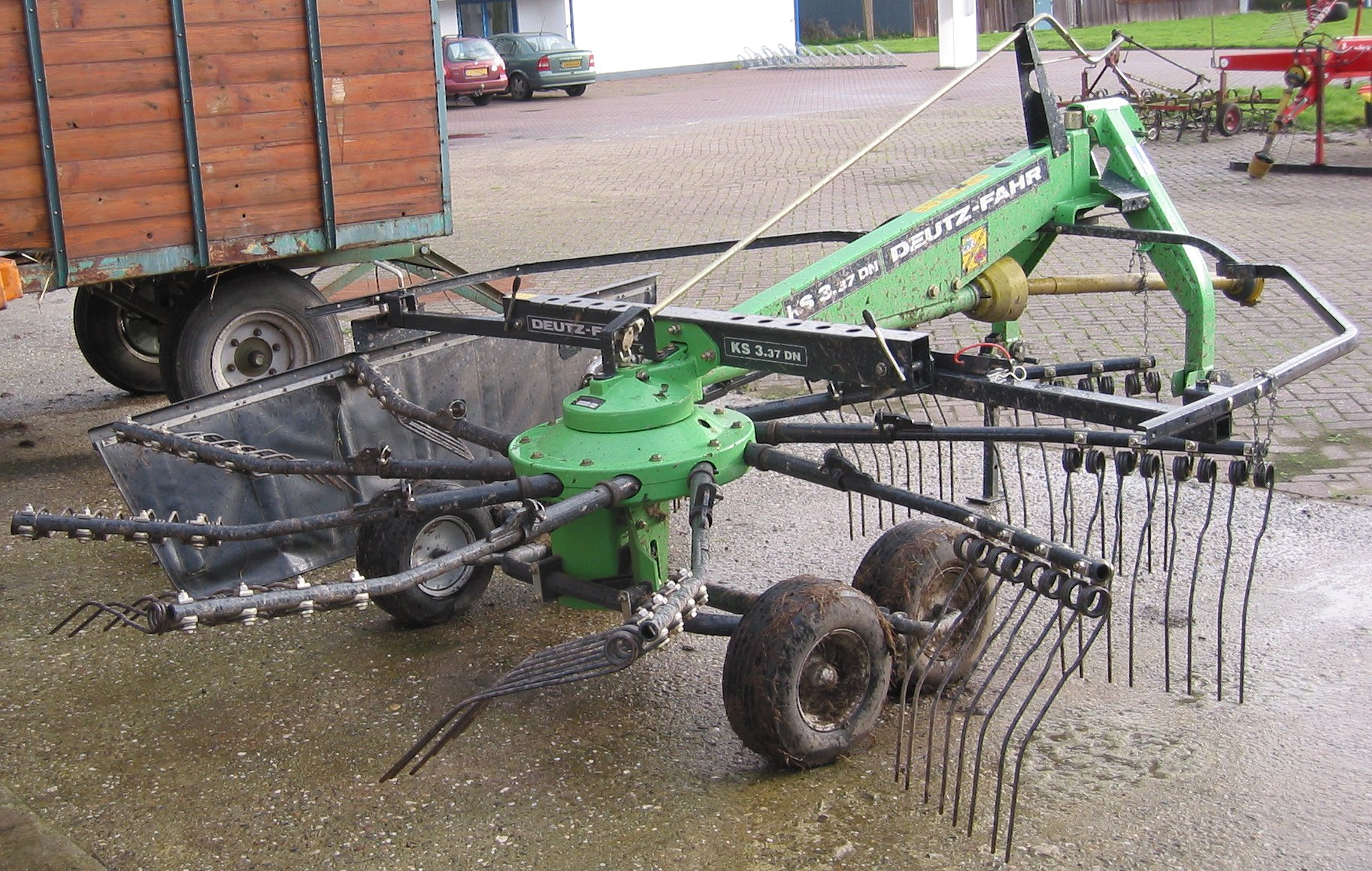
Rotoros rendkezelő
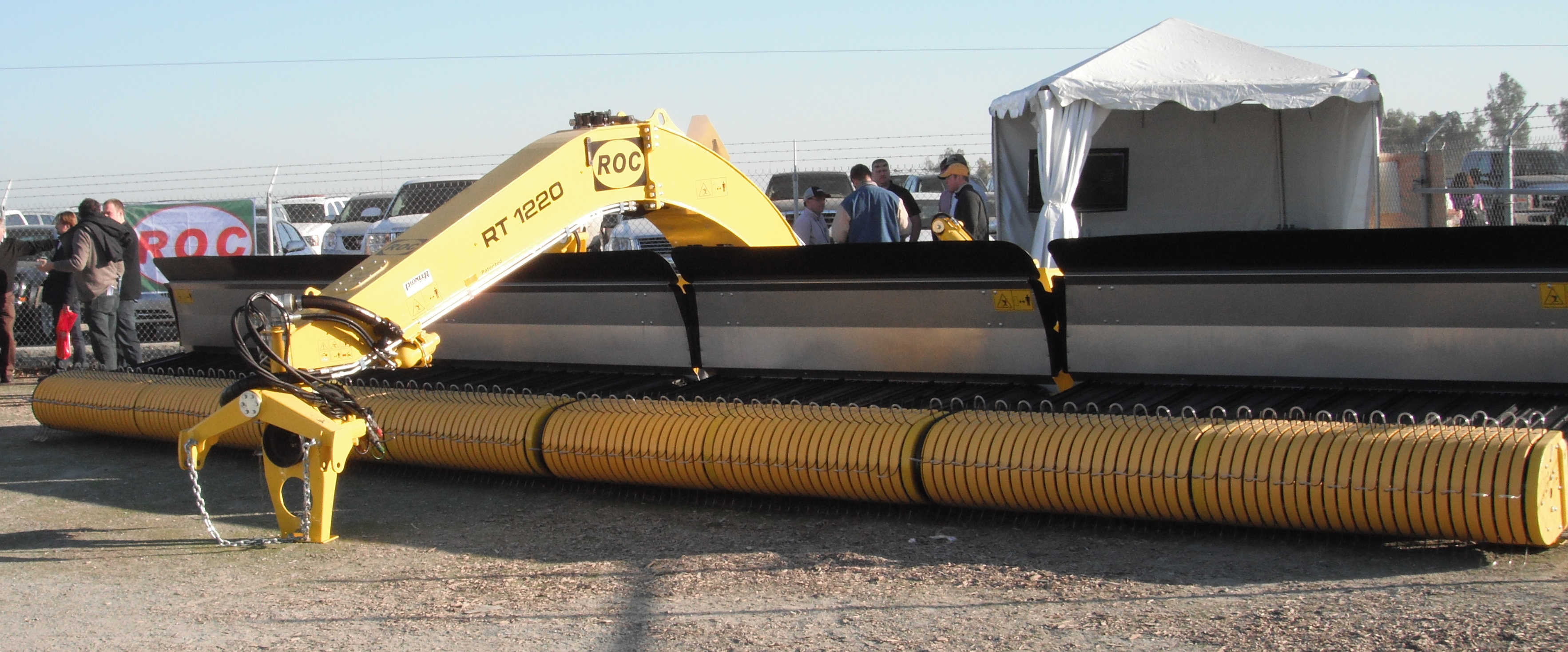
Rendfelszedővel rendelkező, oldalirányú rendkezelő

## Gyártók
- Claas
- Fella
- Galfre
- Gokmenler
- Kverneland a Viconnal, Deutz-Fahrral együtt
- Krone
- Kuhn
- Molon
- Pöttinger
- SIP
- Tonutti
- Agrozenit
- Pequea

## Fordítás
Ez a szócikk részben vagy egészben  a   Hay rake című angol Wikipédia-szócikk ezen változatának fordításán alapul.  Az eredeti cikk szerkesztőit annak laptörténete sorolja fel. Ez a jelzés csupán a megfogalmazás eredetét és a szerzői jogokat jelzi, nem szolgál a cikkben szereplő információk forrásmegjelöléseként.